# Rudolphsdorf (Altenberg)
Rudolphsdorf ist ein Ortsteil des Ortes Fürstenwalde, das heute zur sächsischen Stadt Altenberg im Landkreis Sächsische Schweiz-Osterzgebirge gehört.

## Geografie
Gelegen ist der Ort oberhalb von Fürstenwalde, direkt an der Böhmischen Grenze. Ein einzelnes Gehöft, das alte Forsthaus (am Haberfeldwald) befindet sich direkt an der Grenze in einem unwirtlichen Gebiet.

## Geschichte
Der Ort Rudolphsdorf (benannt nach dem Lauensteiner Schlossherrn Rudolph von Bünau) soll als Vorwerk gegründet worden sein und gehört seit je her zu Fürstenwalde.
Wahrscheinlich stand hier schon um 1400 eine der frühen Glashütten des Osterzgebirges. In den Visitationsakten von 1539 findet sich folgender Eintrag zum Einkommen des Fürstenwälder Pfarrers: „soll nachfolgen der Zins oder Dezem von Nauendorffe, die Glashütte genanth“ (Hermann Löscher, 1954). 1555 schreibt man: „Newndorffel, die Glashütten genanth“. Die Hütte dürfte damals wohl schon lange erloschen sein, da die Erzgebirger das Holz zum Erzabbau benötigen.
Rudolphsdorf wurde zu Beginn des 19. Jahrhunderts als Ober Wiesenberg bezeichnet und 1810 von Kupferstecher Bach dargestellt. 
Nach den Vertreibungen 1945 wurden viele Gebäude jenseits der Grenze abgerissen. Viele der im deutschen Teil befindlichen Gebäude wurden beim Bau der Trinkwasser-Talsperre Gottleuba (Bauzeit: 1965–1974) abgerissen, da sich hier das Wassereinzugsgebiet befindet. Ebenso erging es den Gemeinden Kleinliebenau und Oelsengrund. Die Bewohner von Rudolphsdorf wurden nach Fürstenwalde, in extra dafür gebaute Wohnblocks umgesiedelt. Heute leben in Rudolphsdorf nur noch wenige Familien.
Seitdem Fürstenwalde 1994 ein Teil von Geising wurde, gehörte auch Rudolphsdorf zu dieser Stadt. Geising wurde zum 1. Januar 2011 nach Altenberg eingemeindet.
Seit 2006 erfolgt hier im Rahmen eines Projekts des BUND Landesverband Sachsen e. V die Wiederansiedlung des Ziesel im Osterzgebirge.

### Entwicklung der Einwohnerzahl
| Jahr      | 1547   | 1623   | 1834 | 1871 | 1890 |
| --------- | ------ | ------ | ---- | ---- | ---- |
| Einwohner | 45 (1) | 50 (1) | 46   | 54   | 52   |

(1) = Neu-Rudolfsdorf